# Unabhängigkeitsreferendum in Lettland 1991
Am 3. März 1991 fand ein Unabhängigkeitsreferendum in Lettland statt, parallel zu einem ähnlichen Referendum in der Estnischen SSR am gleichen Tag. Mehr als 70 % der Abstimmenden stimmten für die Unabhängigkeit. Zwei Tage nach dem Augustputsch in Moskau erklärte Lettland am 21. August 1991 seine Unabhängigkeit, was von der Sowjetunion am 6. September 1991 anerkannt wurde.

## Hintergrund
Lettland wurde 1940 von der Sowjetunion annektiert und war als Lettische Sozialistische Sowjetrepublik für die nächsten 50 Jahre eine Unionsrepublik der UdSSR. Am 28. Juli 1989 erklärte der gewählte Oberste Sowjet der Lettischen SSR die Souveränität Lettlands. Um dem sowjetischen Referendum vom 17. März 1991 über die Verabschiedung des neuen Unionsvertrags zuvorzukommen, wurde für den 3. März 1991 ein Referendum über die Unabhängigkeit Lettlands angesetzt.

## Frage
| Deutsch                                                    | Lettisch                                             |
| ---------------------------------------------------------- | ---------------------------------------------------- |
| Sind Sie für ein demokratisches und unabhängiges Lettland? | Vai jūs esat par demokrātisku un neatkarīgu Latviju? |

## Ergebnis
|                                     | Stimmen   | %      |
| ----------------------------------- | --------- | ------ |
| Ja                                  | 1.227.562 | 74,89  |
| Nein                                | 411.374   | 25,11  |
| Gesamt                              | 1.638.936 | 100,00 |
| Gültige Stimmen                     | 1.638.936 | 98,37  |
| Ungültige oder leere Stimmzettel    | 27.192    | 1,63   |
| Gesamt                              | 1.666.128 | 100,00 |
| Registrierte Wähler/Wahlbeteiligung | 1.902.802 | 87,56  |
| Quelle: SUDD                        |           |        |